# Jacob Matschenz
Jacob Matschenz est un acteur allemand, né le 1er janvier 1984  à Berlin-Est, dans l'ex-RDA.

## Biographie
Matschenz était élève au lycée de Berlin, lorsque le contact avec le cinéma est entré par hasard dans sa vie, sa mère participant dans un casting. Il n'y avait pas de rôle pour lui, mais il a été embauché par le réalisateur James Hilpert en 2001 pour de petits films. Depuis, Matschenz est un acteur qui connaît de plus en plus de succès. 
Il a obtenu un rôle dans le film Das Lächeln der Tiefseefische en 2005 et reçoit le prix Max-Ophüls du meilleur acteur jeunesse. En 2008, il a joué dans le téléfilm An die Grenze (À la frontière) et obtient le Prix Adolf Grimme.
Il est aussi apparu dans de nombreux films comme personnage principal ou second rôle. Il a joué, entre autres dans Mutanten (2002), Befreite Zone (2003), Rose (2007), Neandertal (2006), 1. Mai – Helden bei der Arbeit (premier rôle, 2008) ainsi que La Vague de Dennis Gansel. En 2009, il a incarné Dennis dans Vorstadtkrokodile et en 2011, il a incarné le même personnage dans la suite, Vorstadtkrokodile 3.

## Filmographie
2001
- Kleine Kreise de Jakob Hilpert (TV)

2002
- Polizeiruf 110 de Jürgen Brauer (TV)
- Mutanten de Katalin Gödrös (TV)
- Juls Freundin de Kai Wessel (TV)

2003
- Befreite Zone de Norbert Baumgarten (TV)
- Sex Up – Jungs haben’s auch nicht leicht de Florian Gärtner

2004
- Experiment Bootcamp d'Andreas Linke (TV)
- Fliehendes Land de Friederike Jehn (TV)

2005
- Das Lächeln der Tiefseefische de Till Endemann (TV)
- Rose de Alain Gsponer (TV)
- Sex Up – Ich könnt’ schon wieder de Florian Gärtner (TV)

2006
- Ludgers Fall de Wolf Wolff (TV)
- Wholetrain de Florian Gaag
- Tollpension de Tim Trageser (TV)
- Neandertal de Ingo Haeb et Jan-Christoph Glaser
- Tornado – Der Zorn des Himmels de Andreas Linke (TV)
- Tatort: Nachtwanderer de Johannes Grieser
- Zwei Engel für Amor de Christoph Schnee (TV)

2007
- An die Grenze de Urs Egger (TV)
- Auf dem Vulkan de Claudia Garde (TV)
- Stubbe – Von Fall zu Fall de Thomas Jacob (TV)

2008
- La Vague (Die Welle) de Dennis Gansel
- 1. Mai – Helden bei der Arbeit de Jan-Christoph Glaser, Carsten Ludwig, Sven Taddicken, Jakob Ziemnicki
- 42plus de Sabine Derflinger
- Im Winter ein Jahr de Caroline Link
- Brigade du crime : Zersprungene Seele (série TV)
- Zweier ohne, Direction: Jobst Oetzmann

2009
- Tod in der Eifel de Johannes Grieser (TV)
- Fliegen, Court-métrage de Piotr J. Lewandowski
- Vorstadtkrokodile de Christian Ditter
- 12 Meter ohne Kopf de Sven Taddicken
- Acht auf einen Streich – Der gestiefelte Kater de Christian Theede (TV)

2010
- Bis aufs Blut – Brüder auf Bewährung de Oliver Kienle
- Cours, si tu peux (Renn, wenn du kannst) de Dietrich Brüggemann

2011
- Vorstadtkrokodile 3 de Wolfgang Groos
- Dreileben – Etwas Besseres als den Tod de Christian Petzold (TV)
- Le Naufrage du Laconia (The Sinking of the Laconia) de Uwe Janson (TV)
- Das System – Alles verstehen heißt alles verzeihen de Marc Bauder

2012
- La Mer à l'aube de Volker Schlöndorff (TV)
- Bella Block – Der Fahrgast und das Mädchen de Torsten C. Fischer (TV)
- Trois pièces, cuisine, bains (3 Zimmer/Küche/Bad) de Dietrich Brüggemann (TV)

2014
- Jack   2017
- Charité

## Distinctions
- 2005 : prix Max-Ophüls (prix de jeunes acteurs) pour Das Lächeln der Tiefseefische.
- 2008 : prix Adolf-Grimme pour An die Grenze.
- 2010 : prix EZetera à l'Internationalen Filmfest Emden-Norderney[réf. nécessaire] pour Bis aufs Blut – Brüder auf Bewährung (avec Burak Yiğit).
- 2011 : prix Bayerischer en 2010 dans la catégorie Jeune interprète (avec Burak Yiğit).